# Анна Комнина
Вижте пояснителната страница за други личности с името Анна Комнина.
А̀нна Ко̀мнина (на средногръцки: Άννα Κομνηνή) е византийска принцеса, писател и историк.
Анна Комнина е родена на 1 декември 1083 г. и е дъщеря на византийския император Алексий I и Ирина Дукина, дъщеря на Андроник Дука и Мария Българска, внучка на българския цар Иван Владислав от династията Комитопули.
С написването на своята 15-томна „Алексиада“ тя става първата известна жена историк.

## Биография
Анна е първото дете на императорската двойка от общо девет. Родена е в порфирната зала на Императорския дворец в Константинопол. След нея са родени Мария, Йоан, Андроник, Исак, Евдокия, Теодора, Мануил и Зоя.
Въпреки че в детството и младините си Анна с огромен интерес изучава история, математика, природни науки и гръцка философия, нейните родители категорично ѝ забраняват да изучава античната поезия, чиито възхвали за порочните езически богове са неприлични за млада жена с благородническо потекло. Анна обаче се възпротивява на забраната и тайно от всички чете и изучава древногръцките произведения. Заради тази своя упоритост и борбеност тя става една от най-образованите личности на своето време.
Обичайната практика през Средновековието момичетата да бъдат омъжвани по договорка и то съвсем млади (понякога още с раждането им), не подминава и византийската принцеса. Тя е първоначално сгодена за Константин Дука Багренородни, сина на Михаил VII Дука (1071 – 1078) и Мария Аланска. По време на годежа Константин е обявен за съимператор на Алексий, а към момента Алексий и Ирина имат само дъщери. Но през 1087 г. се ражда кръвен наследник – Йоан (Йоан II Комнин). След неговото раждане Константин загубва правата си като наследник, а през 1095 г. умира по време на поход срещу сърбите.
През 1097 г. 14-годишната Анна се омъжва за младия Никифор Вриений – благородник с титлата кесар и военачалник в армията на императора. Интересен факт е, че Вриений произхожда от влиятелен аристократичен род, който първоначално оспорва претенциите на Алексий I към трона. Вероятно бракът е сключен с цел помирение и съюз между Комнините и Вриениите. По този начин Алексий укрепва властта на своята династия и нейното влияние сред византийската аристокрация. Самата Анна заявява неведнъж, включително и в своите хроники, че този брак е просто политически съюз. Освен военачалник, Никифор е също държавник и историк. Бракът му с Анна продължава 40 години и двамата имат шест деца:
- Алексий[3] Комнин, велик дука (ок. 1102 – ок. 1161/1167)
- Йоан Дука[4] (ок. 1103 – след 1173)
- Ирина Дукина[5] (ок. 1105 – ?)
- Мария[6] (ок. 1107 – ?)
- Андроник[7]
- Константин[8]

Още като дете Анна мечтае един ден да седне на трона. Тази мечта постепенно се превръща в амбиция и въпреки че наследяването на трона е забранено за жени, Анна започва малко по малко да събира съюзници и влияние сред аристокрацията, за да постави ако не себе си, то поне своя съпруг Никифор начело на Византийската империя. Анна започва да прави всичко възможно, за да попречи на брат си Йоан, който е законен наследник на династията, да стане император. Императрица Ирина също е на нейна страна и използва цялото си влияние, за да убеди Алексий да промени избора си на престолонаследник в полза на съпруга на Анна. Императорът обаче твърдо стои зад своя избор и не отстъпва пред нейните претенции за трона. Вероятно това е продиктувано от желанието му да продължи своята династия, защото в случай че Никифор Вриений бъде коронясан, то той ще даде начало на нова династия – тази на Вриениите. Заради това след смъртта на Алексий през 1118 г. Йоан е законно коронясан за император Йоан II Комнин. В отговор на това Анна и съпругът ѝ приемат титлите Наследници на Византийския трон и организират заговор срещу новия император. Въпреки разлики в източниците, след съпоставяне на хронологията на събитията повечето историци са почти сигурни, че планът на Анна е да убият Йоан по време на погребалната церемония на Алексий. В последния момент обаче Никифор се отказва от идеята да участва в убийството на законния император. По този повод по-късно, дълбоко разочарована от постъпката на съпруга си, Анна отбелязва: „Природата трябва да е сменила половете ни, защото на него най-щеше да му отива да е жена“. Вследствие на проваления заговор Анна губи всичката си собственост, статута си на принцеса и бива заточена в Кехаритоменския манастир, основан преди години от майка ѝ – императрица Ирина. Предателят Вриений става най-близкият и доверен сановник на Йоан Втори.
В манастира, приключила с амбициите си към трона, Анна продължава да развива личността си с философия и история. Тя е запленена и изучава в дълбочина Аристотеловото учение. Интелектът и знанията си тя демонстрира в своите 5 творби. В тях личат огромните ѝ познания в сферите на философията, литературата, граматиката, теологията, астрономията и медицината и затова историците са склонни да простят малките грешки, които допуска при някои цитати от Омир и Библията в своя най-голям труд – Алексиада. Нейни съвременници, като Никита Хониат и епископът на Ефес Георги Торник, говорят за Анна и нейните знания с огромно уважение, като вторият дори я определя като „човек, който е достигнал най-високия връх на мъдростта – и светска, и божествена“. Като историк Никифор работи върху своите „Исторически бележки“, фокусирани върху управлението на Алексий I. Той обаче умира през 1137 г. без да довърши работата си. Тогава Анна, на 55-годишна възраст, започва да пише своята „Алексиада“ на базата на недовършената работа на своя съпруг. „Алексиада“ и до днес е главният исторически извор за Византия през XI век и началото на XII век. В „Алексиада“ Анна разглежда и политическите връзки на Алексий I и Запада. Тя описва въоръжението, тактиките и битките на императорската армия по това време. Въпреки голямото пристрастие, нейната творба е от голямо стойност в историята, защото е единственото налично гръцко-византийско описание. Алексиада ни позволява да видим събитията от тази епоха от византийска перспектива. Като опонент на Римокатолическата църква и ентусиазиран защитник на Византийската империя, Анна разглежда кръстоносните походи като политическа и религиозна опасност. Трудът допринася също така за нашето разбиране за женския манталитет, изглед и възприемане на света през Развитото средновековие във Византия. Писменият стил на Анна Комнина е оформен от Тукидид, Полибий, Ксенофонт и други древногръцки автори. Това довежда до противоречие между различните езикови стилове (езикът на Византия, макар и гръцки, е бил доста различен от древногръцкия атически диалект) и правила и крайният резултат е един доста изкуствен стил. До голяма степен хронологията в Алексиада е доста последователна, освен събитията, случили се след влизането на Анна в манастира. Въпреки това, с малки изключения, творбата съдържа всички исторически събития от периода. С написването на „Алексиада“ Анна Комнина без съмнение става един от най-великите историци, не само във Византия, но и в цяла Европа.
Сведенията на Анна Комнина за българската история засягат няколко основни теми: обществено-икономическите отношения в българските земи в края на XI век и началото на XII век, съпротивата на местното население срещу византийското владичество, потомците на българските владетели и боляри на византийска служба, етническият състав на българските земи и тяхната география. Особено интересни за историографията са сведенията в „Алексиада“ за голямото въстание на пловдивските павликяни през 1084 – 1086 (въстанието на Травъл) и за войните на Византия с печенеги и нормани, част от които се разиграли из българските земи.

## Преводи
- Anna Komnene: Alexias. Diether Roderich Reinsch. DuMont, Köln 1996; 2 Aufl. de Gruyter, Berlin 2001, ISBN 3-7701-3492-3.
- Анна Комнина. „Алексиада“ / Вступ. статья, перевод, комментарий Я. Н. Любарского. Отв. редактор А. П. Каждан.   Москва, Издательство „Наука“, Главная редакция восточной литературы (Серия „Памятники средневековой истории народов Центральной и Восточной Европы“), 1965. (на руски)